# トム・エヴェレット・スコット
トム・エヴェレット・スコット（Tom Everett Scott、1970年9月7日 - ）は、アメリカの俳優。

## 来歴
シラキューズ大学在学中から俳優を志し、トム・ハンクスの監督デビュー作の青春コメディ『すべてをあなたに』のオーディションを受ける。ハンクスは当初スコットを選ぶつもりはなかったが、妻のリタ・ウィルソンに説得されて主演に抜擢した。
その後はテレビや映画、オフ・ブロードウェイの舞台に出演するなど、キャリアを積んでいる。

## 主な出演作品

### 映画
- すべてをあなたに - That Thing You Do! (1996年)
- ファングルフ/月と心臓 - An American Werewolf in Paris (1997年)
- デッドマン・オン・キャンパス - Dead Man on Campus (1997年)
- 母の眠り - One True Thing (1998年)
- ラブ・レター - The Love Letter (1999年)
- マネー・ゲーム - Boiler Room (2000年)
- ルールズ・オブ・アトラクション - The Rules of Attraction (2002年)
- 恋とスフレと娘とわたし - Because I Said So (2007年)
- 少年マイロの火星冒険記3D - Mars Needs Moms (2011年) ※声の出演、モーションキャプチャー
- かぞくモメはじめました - Parental Guidance (2012年)
- マキシマム・ソルジャー - Enemies Closer (2013年)
- インデペンデンスデイ2014 - Independence Daysaster (2014年)
- ラ・ラ・ランド - La La Land (2016年)
- あなたの旅立ち、綴ります - The Last Word (2017年)
- グレッグのダメ日記4 - Diary of a Wimpy Kid: The Long Haul (2017年)
- クラウズ〜雲の彼方へ〜 - Clouds (2020年)
- Sister of the Groom (2020年)
- ファインディング・ユー あなたに逢えてよかった - Finding You (2021年)
- One True Loves (2023年)

### テレビ
- ロー&オーダー - Law & Order (1993年、2008年-2009年)
- ER緊急救命室 - ER（2002年-2003年）
- ウィル&グレイス - Will & Grace (2003年)
- Cashmere Mafia (2008年)
- サンズ・オブ・アナーキー - Sons of Anarchy (2008年)
- サウスランド - Southland (2009年-2013年) ※ラッセル・クラーク
- GCB 〜キラめく女の逆襲バトル（英語版） - GCB (2012年)
- ビューティ&ビースト/美女と野獣 - Beauty and the Beast (2014年)
- Zネーション - Z Nation (2014年) ※チャールズ・ガーネット
- 殺人を無罪にする方法 - How to Get Away with Murder (2015年)
- クリミナル・マインド FBI行動分析課 - Criminal Minds (2015年)
- スクリーム - Scream (2015年-2016年)
- エレメンタリー ホームズ&ワトソン in NY - Elementary（2016年） ※ヘンリー・バスカヴィル
- 13の理由 - 13 Reasons Why (2017年-2019年)
- I'm Sorry (2017年-)
- デュードが僕を強くした - The Healing Powers of Dude (2020年- ) ※マーヴィン・フェリス
- Council of Dads (2020年- )
- The Good Father: The Martin MacNeill Story (2021年)
- 私たちの青い夏（英語版） - The Summer I Turned Pretty (2022年)
- Dolly Parton's Mountain Magic Christmas (2022年)